# Saint-Laurent-de-Brèvedent

Saint-Laurent-de-Brèvedent este o comună în departamentul Seine-Maritime, Franța. În 1 ianuarie 2022 avea o populație de 1.492 de locuitori.